# جاكلين فاهي
جاكلين فاهي (بالإنجليزية: Jacqueline Fahey)‏ هي رسامة وكاتِبة نيوزيلندية، ولدت في 1929 في تيمارو ‏ في نيوزيلندا.